# Samostan Ksiropotam
Samostan Ksiropotam (grško starogrško Μονή Ξηροποτάμου, Moní Xiropotámou) je samostan Vzhodne pravoslavne cerkve na gori Atos v severni Grčiji. Samostan zaseda osmo mesto v hierarhiji atoških samostanov. Ustanovljen je bil v 10. stoletju in posvečen Štiridesetim mučencem iz Sebaste. 
Samostan hrani veliko relikvij, med katerimi je tudi največji ohranjeni kos pravega križa. Prav ta relikvija je razlog, da je praznik samostana 14. september, dan Dvigovanja svetega križa.
V samostanski knjižnici je 409 rokopisov in okoli 600 tiskanih knjig. V samostanu je okoli 25 menihov (2019).

## Ime
Ksiropotam v grščini pomeni suha reka (ξηρός — suh; ποταμός — reka). Samostan stoji nedaleč od korita presahle reke, po kateri je domnevno dobil ime. 

## Geografski položaj
Samostan stoji v osrednjem delu južne obale Svete gore nad luko Dafni na nadmorski višini 192 m.

## Zgodovina
Ksiropotam je eden od najstarejših samostanov na Atosu. Po izročilu, omenjenem v zapisu iz 9. stoletja, ga je v 5. stoletju ustanovila bizantinska cesarica Pulherija. Samostan je bil večkrat porušen in obnovljen. Prvič so ga opustošili Arabci v 8. stoletju. V 10. stoletju ga je obnovil cesar Roman I. Lekapen. Do 13. stoletja je bil zaradi ogromnih zemljiških posesti eden od najbogatejših samostanov na Atosu.
Drugič so ga med četrto križarsko vojno v 13. stoletju opustožili zahodnoevropski križarji. Leta 1280 je Ksiropotam sprejel Lyonsko unijo z rimskokatoliško cerkvijo. Kasneje v 13. stoletju je bil porušen zaradi potresa. Obnovil ga je cesar Andronik II. Paleolog v 14. stoletju. 
V 14. in 15. stoletju so samostanu pomagali srbski vladarji in velikaši, ki so imeli  zasluge z izgradnjo stolpa, obzidja in kapele, posvečene presvetli materi Božji. Car Stefan Dušan je samostan obdaroval leta  1346, despot Đurađ Branković pa je leta 1445 pomagal zgraditi katolikon (osrednja cerkev). Po padcu Carigrada leta 1453 je samostan ostal brez pokroviteljev. Za samostan so se začeli težki časi. 
Leta 1489 je bilo v samostanu 90 menihov. 
V požaru leta 1507 je pogorel skoraj cel samostan. Menihi so uspeli rešiti samo dragocenosti in zakladnico. V atoški hierarhiji je padel s petega na osmo mesto. Obnoviti ga je pomagal sultan Selim I., kateremu xse je prikazalo štirideset mučencev iz Sebaste in mu pomagalo zmagati na vojnem pohodu proti Egiptu.  Samostan hrani sultanov hatišerif, izdan 9. marca 1520,  s katerim je samostan bogato obdaril in mu podelil davčne olajšave. V 16.  stoletju so samostanu pomagali vlaški vojvode.
Leta 1609 je samostan ponovno pogorel. Da bi zbrali denar za njegovo obnovo, so menihi organizirali razstavljanje svoje največje dragocenosti, pravega križa, po vlaških mestih. Za pomoč so zaprosili tudi vlaške vojvode. Leta 1659 je bilo v samostanu 23 menihov. V tem času sta bila samostanu zelo naklonjena dva vaseljenska patriarha: Timotej II., ki je samostan bogato obdaroval, in Metod III., ki ga je leta 1671 povzdignil v rang "patriarhalnega in stavropigijalnega samostana". Ta naslov še vedno velja za njegov uradni naslov. 
V 18. stoletju je s prihodom meniha Kesarija Deponteja ugled samostana ponovno začel rasti. Vlaški knezi so pripomogli, da je samostan dobil sedanji videz. Leta 1761 je bila končana gradnja cerkve, njena poslikava pa leta 1783. Vzhodni del in južni del konaka (bivalni prostori) sta bila zgrajena leta 1760 oziroma 1776.
Med grško vstajo je bila  v samostanu od leta 1821 do 1829 nameščena turška vojaška enota, ker se je dalo iz njega opazovati ves Singiški zaliv. V tam času se je večina menihov preselila v samostanski podružnici v Skopelosu in  Naksosu.
Požar 4. marca 1952 je uničil severni in vzhodni del konaka. Obnovljen je bil iz grškega državnega proračuna.
V požaru leta 1973 je zgorel del severnega in vzhodnega konaka in bil kasneje obnovljen.

## Izročili
V Ksirpotamu in drugih atoških samostanih se je ohranilo izročilo, povezano z Drugim lyonskim koncilom.
Po prvem se je med mašo, pri kateri je prisostvoval  tudi cesar Mihael VIII. Paleolog, zgodil potres, v katerem se je samotan porušil, cesar pa se je komaj rešil. 
Po drugem je na praznik Štiridesetih mučencev vsako leto na zidu oltarja zraslo štirideset gob, ki so jih menihi razrezali in kot blagoslov delili prisotnim. Po lyonskem koncilu so gobe prenehale rasti.

## Arhitektura
Samostan Ksiropotam je tipičen predstavnih atoške athitekture. Samostanske cerkev ima obliko križa s pet kupolami in dvema paraklisoma (kapela). Za razliko od večine pravoslavnih cerkva, ki so obrnjene proti vzhodu, je ksiropotmska cerkev zaradi konfiguracije terena obrnjena proti severu. Ikonostas je umetnina, izdelana v globokem lesorezu. Na freskah so podpisani Konstantin, Atanazij in Naum iz Korče.
Samostan ima v konaku in okolici še 14 kapel. Nasproti vhoda v glavno cerkev je jedilnica, poslikana po naročilu vlaškega vojvode Aleksandra Gike leta 1859. Na freskah sta podpisana meniha Sofronij in  Nikifor.

## Zakladnica
- Samostan hrani veliko relikvij, med katerimi je najbolj znan največji kos pravega križa z žebljem, s katerim je bil nanj pribit Jezus Kristus. Ostanek je dolg 31 cm in širok 16 cm. Po izročilu naj bi ga samostanu podaril cesar Roman I. Lekapen. V zakladnici je še nekaj manjših delov križa, zaradi katerega samostan slavi Dvigovanje pravega križa 14. septembra  (po gregorijanskem koledarju).
- Ikona sv. Dimitrija Solunskega iz zelenega marmorja, ki je bila nekoč v katedrali sv. Sofije v Carigradu. Po izročilu je ikono samostanu podaril protosinđel Grigorij, ki je podkupil Turke, da so jo ukradli, potem pa jo je odkupil od njih.[12]
- Ksiropotamski iguman v svoji knjigi našteva 51 relikvij, ki se hranijo v samostanski zakladnici.[13]
- Dragoceni kelihi in križi iz srednjega veka in Evagelij, okrašen z miniaturami.
- Ikona Štirideset mučencev, darilo sultana Selima I.
- Trideset zrn kadila, del darila, ki so ga modreci z vzhoda prinesli novorojenemu Jezusu.[14] Kadilo je darilo sultanije Mare Branković.
- Diskos cesarice Pulherije.</ref>Ευδοκίμου Προηγουμένου Ξηροποταμηνού. Η εν Αγίῳ Ορει τού Αθω Ιερά Μονή τού Ξηροποτάμου.  Solun 1972. str. 146.</ref>
- Samostan hrani tudi 409 rokopisov in 4.000 srednjeveških knjig in listino srbskega kralja Milutina, s katero potrjuje samostanske posesti.[15]

## Samostan danes
Iguman samostana je arhimandrit Josif. Samostansko bratstvo je leta 2010 štelo tridset menihov.